# Ахматовское сельское поселение (Рязанская область)
Ахматовское сельское поселение — муниципальное образование в Касимовском районе Рязанской области.
Административный центр — деревня Ахматово.

## История
Ахматовское сельское поселение образовано в 2006 г. из Ахматовского сельского округа.

## Население
| 2010 | 2012  | 2013  | 2014 | 2015 | 2016 | 2017 |
| ---- | ----- | ----- | ---- | ---- | ---- | ---- |
| 1062 | ↘1035 | ↘1006 | ↘975 | ↘936 | ↘914 | ↘889 |
| 2018 | 2019  | 2020  | 2021 |      |      |      |
| ↘875 | ↘867  | ↗874  | ↗976 |      |      |      |

Жители преимущественно русские и татары (10 %) (2002).

## Административное деление
В состав сельского поселения входят 14 населённых пунктов:
| №  | Населённый пункт  | Тип населённого пункта          | Население | Примечание      |
| -- | ----------------- | ------------------------------- | --------- | --------------- |
| 1  | Ахматово          | деревня, административный центр | ↗452      | русские, татары |
| 2  | Беркеево          | деревня                         | 25        | русские         |
| 3  | Карамышево        | село                            | ↘2        | русские         |
| 4  | Кучуково          | деревня                         | 0         | русские         |
| 5  | Мунтово           | деревня                         | ↘3        | татары          |
| 6  | Поляны            | деревня                         | 9         | русские         |
| 7  | Поповка           | деревня                         | ↘235      | русские         |
| 8  | Поповские Выселки | деревня                         | 5         | русские         |
| 9  | Селищи            | село                            | ↘74       | русские         |
| 10 | Темгенево         | деревня                         | ↘11       | русские, татары |
| 11 | Уланова Гора      | деревня                         | ↘119      | русские         |
| 12 | Халымово          | деревня                         | 57        | русские         |
| 13 | Четаево           | деревня                         | ↘69       | русские         |
| 14 | Шегашаново        | деревня                         | 1         | русские, татары |